# Park Chul-woo
Park Chul-woo (* 29. September 1965) ist ein ehemaliger südkoreanischer Fußballtorhüter und späterer -trainer.

## Karriere

### Spieler

#### Klub
Nach seiner Zeit in der Mannschaft der Honam University wechselte Park Anfang 1985 in den Kader von POSCO Atoms, wo er bis zum Ende der Saison 1991 im Kader stand. Danach verbrachte er drei Spielzeiten bei den LG Cheetahs sowie eine weitere bei den Chunnam Dragons. Von 1996 bis 1997 stand er bei den Suwon Bluewings im Kader und spielte danach noch einmal bei den Chunnam Dragons, ehe er nach der Saison 1999 seine Karriere hier dann auch beendete.

#### Nationalmannschaft
Sein erstes bekanntes Spiel für die südkoreanische Nationalmannschaft war am 5. Juni 1994 im Vorfeld der Weltmeisterschaft 1994 bei einer 2:1-Freundschaftsspielniederlage gegen Ecuador. Hier wurde er zur zweiten Halbzeit für Choi In-young eingewechselt. Danach erhielt er auch noch einen Einsatz am 11. Juni 1994 bei einem 3:0-Freundschaftsspielsieg über Honduras. Diesmal wurde er zur zweiten Halbzeit gegen Lee Woon-jae ausgewechselt. Dies waren dann auch seine einzigen beiden Einsätze in der Nationalmannschaft. Zwar wurde er für den Kader bei der Endrunde der Weltmeisterschaft nominiert, erhielt hier jedoch keinerlei Einsatzminuten.

### Trainer
Zur Saison 2001 wurde er Torwart-Trainer bei seinem letzten Klub als Spieler, den Chunnam Dragons. Hier verblieb er bis zum Ende der Saison 2002 und wechselte danach auf gleicher Position in den Stab der Pohang Steelers, einem weiteren Ex-Klub von ihm. Hier agierte er ebenfalls über zwei Spielzeiten, wechselte danach aber nicht direkt weiter. Für die Saison 2008 wurde er dann noch einmal Torwart-Trainer beim Gyeongnam FC.
Im Jahr 2013 bekleidete er die Position des Torwart-Trainers dann bei der südkoreanischen U20-Nationalmannschaft sowie von 2015 bis 2016 noch einmal beim Gyeongnam FC. Seine bislang letzte Tätigkeit als Trainer war von August bis Dezember 2017 beim Gwangju FC.